# رزلوت، نوناووت
رزلوت، نوناووت (به انگلیسی: Resolute, Nunavut) یک شهرک در کانادا است که در جزیره کورنوالیس واقع شده‌است. رزلوت ۱۱۶٫۸۹ کیلومتر مربع مساحت و ۱۹۸ نفر جمعیت دارد و ۶۶ متر بالاتر از سطح دریا واقع شده‌است.